# كلارا لويز بيل
كلارا لويز بيل (بالإنجليزية: Clara Louise Bell)‏ هي رسامة أمريكية، ولدت في 1886 في نيوتن فولز في الولايات المتحدة، وتوفيت في 1978.